# Micropteropus
Micropteropus — рід рукокрилих, родини Криланових, що об'єднує 2 африканські види тварин. 
У результаті філогенетичних досліджень обидва види цього роду перенесено до роду Epomophorus.

## Морфологія
Морфометрія. Довжина голови й тіла у Micropteropus pusillus: 67—105 мм, довжина передпліччя: 46—65 мм, середня вага: 20—22 грами.
Опис. Забарвлення коричнювате зверху й світліше знизу. Хутро помірно довге й тонке і дуже м'яке. Зовнішнім виглядом Micropteropus нагадують Epomophorus, але губи не такі широкі, писочок коротший і вуха відносно коротші. Маленький пучок білого волосся є біля основ вух, принаймні в M. pusillus. 

## Поведінка
Більшість записів M. pusillus йде від відкритого рідколісся, але вид також може бути знайденим у лісі. Вагітність триває 5—6 місяців, вигодовування молоком, 7—13 тижнів. Статева зрілість у самиць настає в 6 місяців, у самців у 11 місяців.

## Види
- Micropteropus
  - Micropteropus intermedius
  - Micropteropus pusillus